# Zanthoxylum bonifaziae
Zanthoxylum bonifaziae är en vinruteväxtart som beskrevs av Cornejo & Reynel. Zanthoxylum bonifaziae ingår i släktet Zanthoxylum och familjen vinruteväxter. Inga underarter finns listade i Catalogue of Life.